# Red Orb Entertainment
Red Orb Entertainment — підрозділ видавця та розробника відеоігор і програмного забезпечення Brøderbund, створена для випуску комп'ютерних ігор, що відрізняються від їх не малої біблотекі пізнавальних і навчальних продуктів, що продаються школам. Назва утворена з перших шести букв імені компанії "Broderbund," які прочитані навпаки утворюють «Red Orb.» 
Підрозділ припинив своє існування разом з Brøderbund в 1999 році. 

## Проєкти
Red Orb Entertainment випустила кілька відеоігор в кінці 90-х, а саме: 
- Soul Fighter
- Ring: The Legend of the Nibelungen
- Prince of Persia
- Prince of Persia 3D
- Myst: Masterpiece Edition
- Warlords III: Darklords Rising
- Prince of Persia Collection
- The Journeyman Project 3: Legacy of Time
- WarBreeds
- Warlords III: Reign of Heroes
- Take No Prisoners
- Myst
- Riven: The Sequel to Myst
- John Saul's Blackstone Chronicles: An Adventure in Terror